# پرستش‌گاه اورشلیم
پرستش‌گاه اورشلیم (به عبری: בֵּית־הַמִּקְדָּשׁ‬, عبری مدرن: Beit HaMikdash, طبری: Beit HamMiqdāš, اشکنازی: Beis HaMikdosh; گعزی: ቤተ መቅደስ: Betä Mäqdäs) که تلفظ عبری آن «بِت همیقداش» است به معنای خانه مقدس و معادل واژهٔ عربی بیت‌المَقدِس است. این پرستش‌گاه مجموعه‌ای از معابد مقدس و اماکن مذهبی یهودیان از جمله هیکل سلیمان در کوه معبد را در بر می‌گیرد که در شهر باستانی اورشلیم قرار داشته‌است. بر باور یهودیان، پرستش‌گاه اورشلیم مکان حضور دائمی خدایی است که معبد متعلق به اوست و نیروی الهی او همواره در مکان مقدس پرستشگاه فیضان دارد.

## تاریخچه

### هیکل سلیمان (معبد اول)
معبد سلیمان، که با عنوان معبد اول نیز شناخته می‌شود، عبادتگاه مرکزی بنی‌اسرائیل باستان در اورشلیم بود و به‌طور سنتی باور بر این است که در سده‌ی دهم پیش از میلاد، در دوران پادشاهی سلیمان، پسر داوود پادشاه اسرائیل، ساخته شده است. بر اساس کتاب مقدس عبری (عمدتاً در کتاب اول پادشاهان و دوم تواریخ ایام)، سلیمان این معبد را به‌عنوان جایگاه دائمی برای تابوت عهد بنا کرد و آن را در قدس‌الاقداس قرار داد؛ اتاقی درونی و بدون پنجره که تنها کاهن اعظم اجازه ورود به آن را داشت، آن هم فقط یک‌بار در سال، در روز یوم‌کیپور. ساخت این معبد با ثروتی فراوان و مهارت بالا انجام شد و از چوب سدر لبنان و کارگران ماهری بهره گرفت که توسط حیرام، پادشاه صور و متحد سلیمان، فراهم شده بودند.

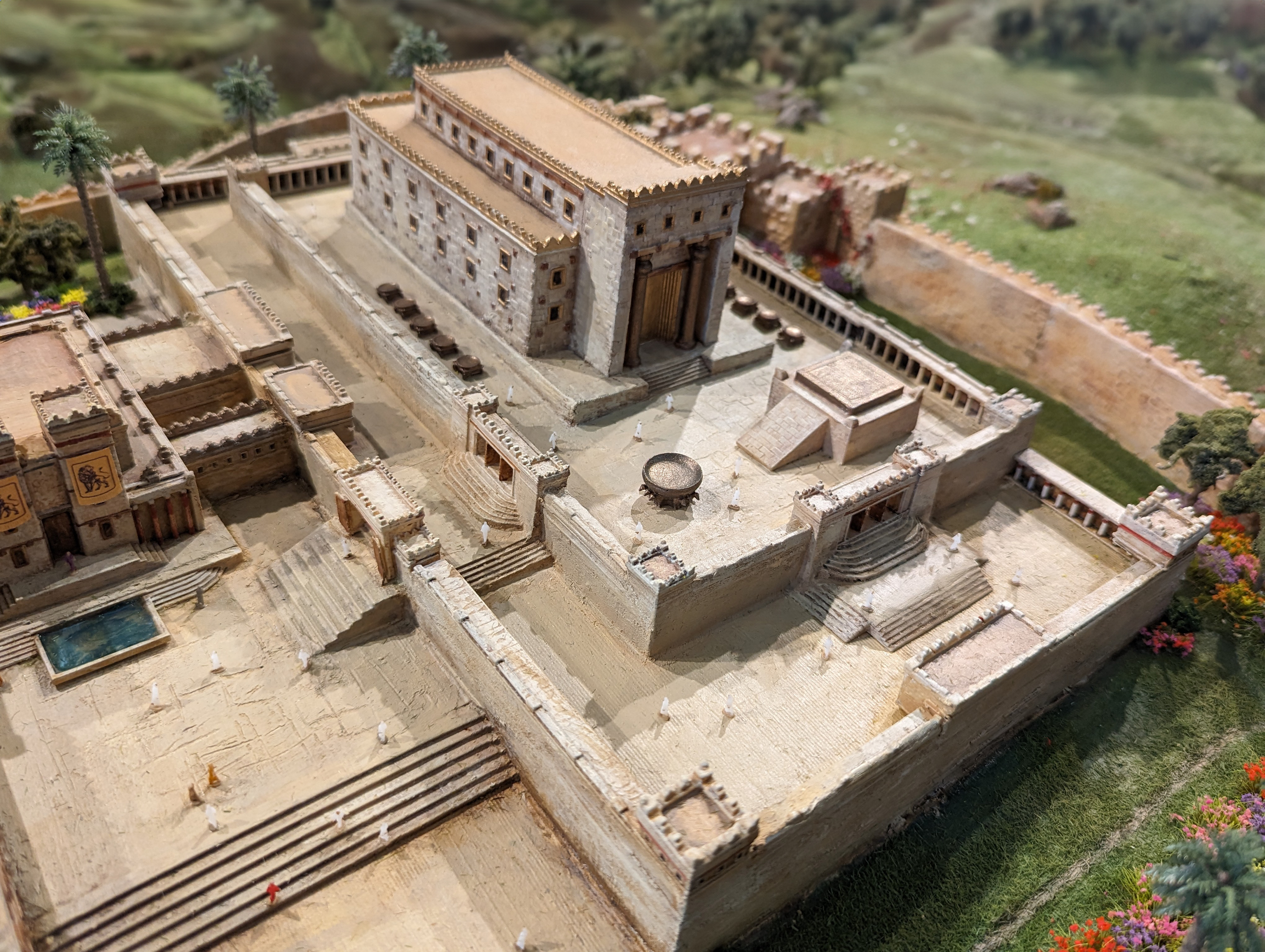
هیکل سلیمان - معبد اول در اورشلیم

معبد شامل سه بخش اصلی بود: «اولام» (ایوان ورودی)، «هیکل» (تالار اصلی)، و «دِویر» (قدس‌الاقداس). این مکان به‌عنوان مرکز ملی قربانی‌های مذهبی، اعیاد زیارتی، و گردهمایی‌های جمعی عمل می‌کرد و نمادی از حضور الهی و وحدت قبایل بنی‌اسرائیل به شمار می‌رفت.
در سال ۵۸۷ پیش از میلاد، این معبد در جریان محاصره اورشلیم توسط نبوکدنصر دوم پادشاه بابل ویران شد و آغاز تبعید بابلی را رقم زد. این رویداد سهمگین که نویسندگان کتاب مقدس آن را تحقق هشدارهای پیامبرانه می‌دانستند، باعث تحولات مهمی در الهیات یهودی شد و تأثیر عمیقی بر متون دینی یهود گذاشت. در واکنش به این فاجعه، کتاب مراثی نوشته شد که تا امروز در روز روزه‌ی تیشا بآو توسط یهودیان خوانده می‌شود.

### معبد دوم
معبد دوم معبدی در اورشلیم بود که جایگزین معبد سلیمان شد؛ معبدی که در جریان محاصره‌ی بابل بر اورشلیم در سال ۵۸۷ پیش از میلاد ویران شده بود. ساخت معبد دوم در حدود سال ۵۱۶ پیش از میلاد آغاز شد و بعدها در حدود ۱۸ پیش از میلاد توسط هرود بزرگ توسعه یافت، به همین دلیل پس از آن به نام «معبد هرود» نیز شناخته می‌شد. این معبد دوره‌ی معبد دوم را تعریف می‌کرد و نماد محوری هویت یهودی به شمار می‌رفت و بنیان‌گذار و نام‌گذار یهودیت معبد دوم بود. معبد دوم، مکان اصلی پرستش، قربانی مذهبی (قربان) و گردهمایی جمعی برای قوم یهود بود، که به طور منظم زائرانی را برای سه جشن زیارتی بزرگ – پسح، شفوعوت و سوکوت – جذب می‌کرد.
در سال ۵۳۹ پیش از میلاد، فتح بابل توسط ایرانیان، به امپراتوری هخامنشی امکان داد تا در سراسر هلال حاصل‌خیز گسترش یابد و امپراتوری نوبابل، از جمله قلمرو پیشین پادشاهی یهودا را که در زمان سلطنت نبوکدنصر دوم به عنوان استان بابل (یهود) ضمیمه شده بود، دربر گیرد. نبوکدنصر هم‌زمان بخشی از جمعیت یهودا را به بابل تبعید کرده بود. پس از این فتوحات، کوروش بزرگ، پادشاه ایران، فرمانی صادر کرد که در منابع عبری به عنوان «فرمان کوروش» (که گاهی با منشور کوروش یکی دانسته می‌شود) شناخته می‌شود. در کتاب مقدس عبری، این فرمان سلطنتی به عنوان اعلامیه‌ای توصیف شده که بازگشت جمعیت‌های تبعیدشده به سرزمین‌هایشان را مجاز و تشویق می‌کرد. این رویداد در کتاب‌های عزرا و نحمیا با عنوان «بازگشت به صهیون» شناخته می‌شود و نماد احیای زندگی یهودی در سرزمینی بود که به استان خودگردان یهود در قلمرو ایران تبدیل شده بود. در دوره‌ی حکومت داریوش بزرگ، پادشاه هخامنشی، معبد دوم تکمیل شد و این امر دوره‌ای از امید و احیای دینی برای یهودیان را رقم زد. بر اساس روایت کتاب مقدس، معبد دوم در ابتدا بنایی نسبتاً ساده بود که زیر نظر زرُبابل، فرماندار یهود منصوب از سوی ایرانیان و نوه‌ی یکی مانده به آخرین پادشاه یهودا یعنی یکنیا ساخته شد.

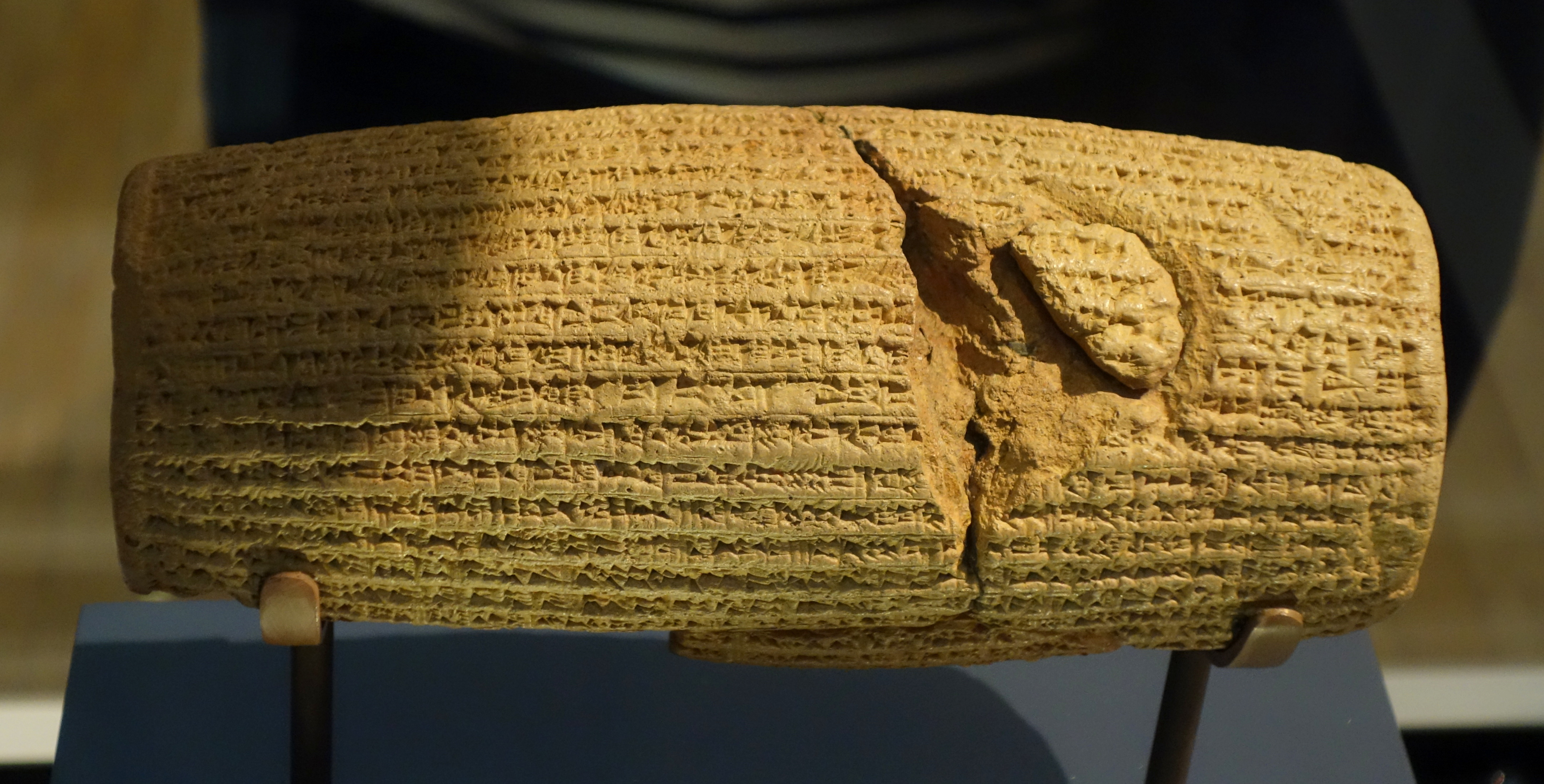
منشور کوروش بزرگ

در سده‌ی نخست پیش از میلاد، تلاش‌های هرود برای نوسازی معبد دوم، بنایی باشکوه و پرابهت به همراه صحن‌هایی عظیم به‌وجود آورد، که نمونه‌ی آن‌ها را می‌توان در مدل‌های مدرن همچون مدل هولی‌لند اورشلیم در موزه‌ اسرائیل دید. کوه معبد (Temple Mount) که هم معبد سلیمان و هم معبد دوم در آن بنا شده بودند، به‌طور قابل‌توجهی توسعه یافت و مساحت آن دو برابر شد تا به بزرگ‌ترین مکان مذهبی در جهان باستان تبدیل شود. این مجتمع نه‌تنها محل عبادت بود، بلکه کارکردهای متعددی داشت، از جمله محل گردهمایی‌های عمومی. سنهدرین، عالی‌ترین دادگاه قضایی یهود، در تالار سنگ‌تراشیده‌ی معبد تشکیل جلسه می‌داد و محوطه‌ی معبد یکی از بزرگ‌ترین بازارهای شهر را نیز در خود جای داده بود.
در سال ۷۰ میلادی، در اوج جنگ اول یهودیان و رومیان، معبد دوم در جریان محاصره‌ی رومی اورشلیم ویران شد، که به تحولی فاجعه‌بار در تاریخ یهود انجامید. از دست‌دادن معبد دوم باعث شکل‌گیری یهودیت ربانی شد، که تا به امروز شکل غالب دین یهود در سراسر جهان است.

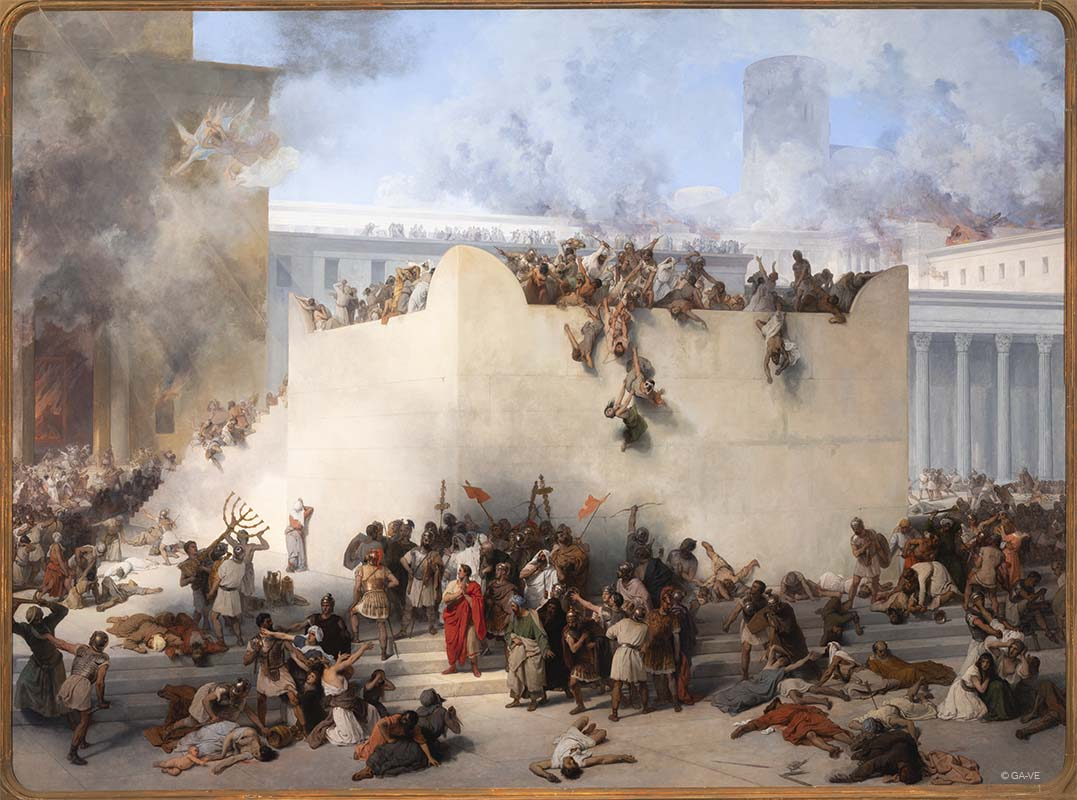
فاجعه ویرانی معبد دوم به دست روم

## زیارت به معبد اورشلیم در آین های دینی یهود

### زیارت
در ایام سه جشن زیارتی یهودیان، اورشلیم به محل گردهمایی ده‌ها هزار زائر از سراسر یهودیه، جلیل، شرق اردن، و جوامع پراکنده‌ی یهودیان (دیاسپورا) تبدیل می‌شد، که اقامت آن‌ها در شهر ممکن بود از چند روز تا چند هفته به طول بینجامد. یهودیان ساکن نقاط دوردست در قلمرو امپراتوری روم از طریق دریا به بندر یافا می‌رسیدند، جایی که به کاروان‌هایی برای سفر سه‌روزه به شهر اورشلیم می‌پیوستند و در یکی از مهمان‌خانه‌ها یا اقامتگاه‌های متعدد شهر ساکن می‌شدند. پس از آن، بخشی از پول خود را از ارز خارجی به پول محلی تبدیل می‌کردند، چرا که تنها ارز محلی برای کاربردهای مذهبی پذیرفته بود. میشنا (Bikkurim 3:3–4) شرح مفصلی از شیوه‌ی استقبال از زائران در جشن شَاووعوت ارائه می‌دهد:
کسانی که در نزدیکی [اورشلیم] زندگی می‌کردند انجیر و انگور تازه می‌آوردند، و آنان که از مناطق دور می‌آمدند انجیر و کشمش خشک‌شده. گاوی در پیشاپیش آنان حرکت می‌کرد، شاخ‌هایش با طلا آراسته بود و تاجی از شاخه زیتون بر سر داشت. نی‌نواز در جلوی آنان می‌نواخت [...] زمانی که به اورشلیم نزدیک می‌شدند، پیام‌آورانی را پیشاپیش می‌فرستادند و پیشکش‌هایشان (بیکوریم) را می‌آراستند. فرمانداران و بزرگان و خزانه‌داران برای استقبال از آنان بیرون می‌آمدند و متناسب با رتبه‌ی زائران به پیشواز می‌رفتند. همه‌ی صنعتگران اورشلیم به پا می‌خاستند و می‌گفتند: «ای برادران، مردانی از فلان مکان، به سلامتی خوش آمدید.» [...] وقتی به کوه معبد می‌رسیدند، حتی پادشاه آگریپاس نیز سبد هدیه را بر دوش خود می‌نهاد [...] و زمانی که وارد صحن معبد می‌شد، لاویان می‌خواندند: «ای خداوند، تو را ستایش خواهم کرد، زیرا مرا برافراشتی و نگذاشتی دشمنانم بر من شادی کنند» (مزمور ۳۰:۲).»
این توصیف، نمایانگر جنبه‌ی عمومی و آیینی زیارت است و روحیه‌ی جمعی حاصل از آیین مشترک، موسیقی و همبستگی اجتماعی را بازتاب می‌دهد.[۸۴] مفهوم تقویت انسجام اجتماعی از طریق زیارت را یوسف فلاوی، مورخ یهودی سده‌ی نخست میلادی نیز تأیید می‌کند. او می‌نویسد:
«بگذارید مردم سه بار در سال از دورترین نقاط سرزمینی که عبرانیان فتح کرده‌اند، به شهری بیایند که معبد در آن تأسیس شده، تا خدا را به‌خاطر نعمت‌هایی که دریافت کرده‌اند سپاس گویند و برای عطای بیشتر دعا کنند، و از آنجا که با یکدیگر گرد می‌آیند و غذایی مشترک می‌خورند، به هم مهر ورزند. زیرا نیکوست که از یکدیگر ناآگاه نمانند، چون هم‌وطن‌اند و مناسک مشترکی دارند. این ارتباط از طریق درهم‌آمیختن آنان پدید می‌آید و خاطره‌ای از یکدیگر از طریق دیدار و معاشرت بر دل‌ها نقش می‌بندد. چرا که اگر از یکدیگر جدا بمانند، به‌کلی بیگانه خواهند شد.»
معبد اورشلیم نه‌تنها برای یهودیان ساکن یهودیه، بلکه برای جوامع دیاسپورا نیز از اهمیت محوری برخوردار بود. برگزاری این جشن‌ها باعث می‌شد که زبان‌ها و گویش‌های گوناگون یهودیان در خیابان‌های شهر شنیده شود. فیلو، فیلسوف یهودی اهل اسکندریه که در سده‌ی اول میلادی می‌زیست، می‌نویسد:
«انبوهی بی‌شمار از مردمان از شهرهای بی‌شمار، برخی از طریق خشکی و برخی از راه دریا، از شرق و غرب و شمال و جنوب، در هر عید به آنجا می‌آیند. آنان معبد را چون بندری همگانی و پناهگاهی امن در برابر آشوب و اضطراب زندگی می‌دانند، و در آنجا در جستجوی آرامشی هستند، رهایی‌یافته از بار سنگین رنج‌هایی که از کودکی بر دوش داشته‌اند، تا اندکی در فضایی پرنشاط نفسی تازه کنند.»

### سوگواری و یادبود

#### روزه
ویرانی معبد در روز روزه‌ی یهودی تیشا بآو سوگواری می‌شود. سه روزه‌ی فرعی دیگر (دهم طِوِت، هفدهم تموز، و سوم تیشری) نیز رویدادهایی را که منجر به یا به‌دنبال ویرانی معبد رخ داده‌اند، یادآور می‌شوند. در دوره‌ی سه هفته‌ای پیش از تیشا بآو، ازدواج و کوتاه‌کردن مو ممنوع است. افزون بر این، بسیاری از یهودیان در هشت روز نخست ماه آو از خوردن گوشت خودداری می‌کنند.

## نگارخانه

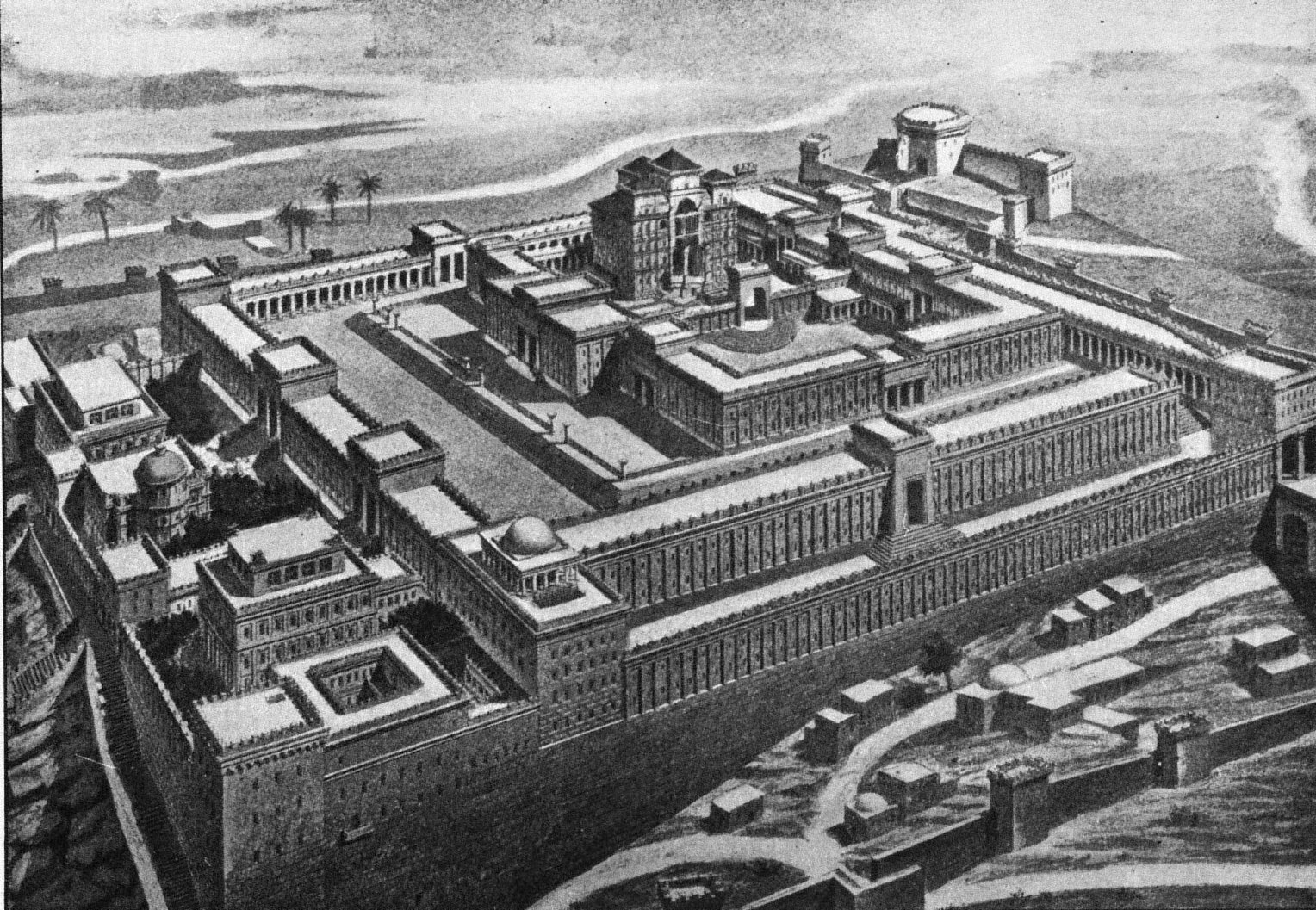
معبد اول اورشلیم(هیکل سلیمان) بر اساس روایات عهد عتیق
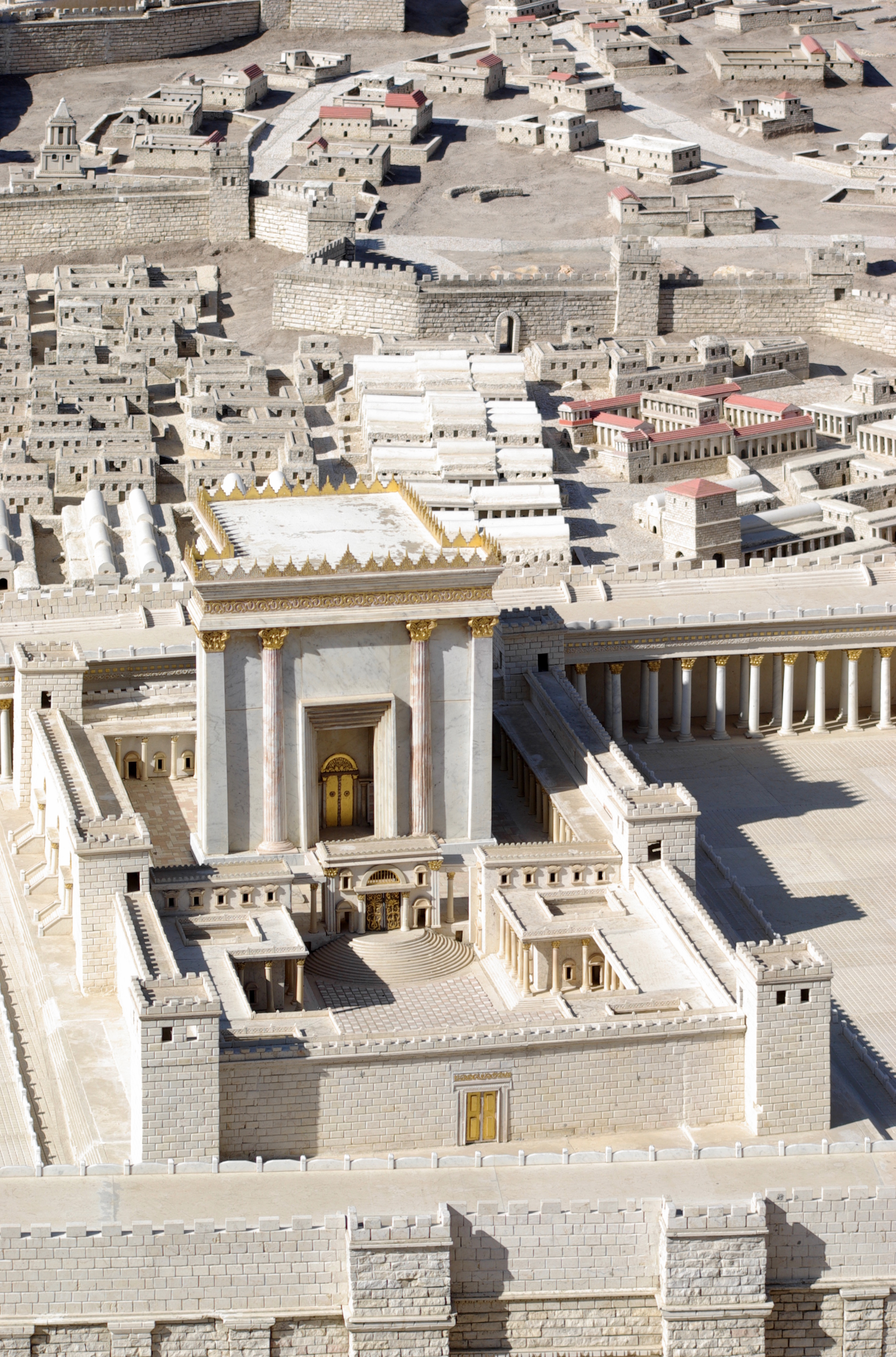
معبد دوم اورشلیم در ماکت شهر مقدس(۱:۵۰)، این ماکت دقیقاً کنار حرم کتاب در موزهٔ اسرائیل واقع شده.
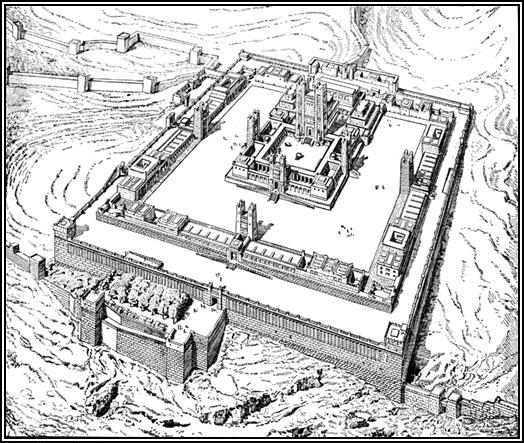
معبد سوم اورشلیم؛ معبد حزقیال (طراحی از شارل شیپیه، قرن۱۹م)

## منابع

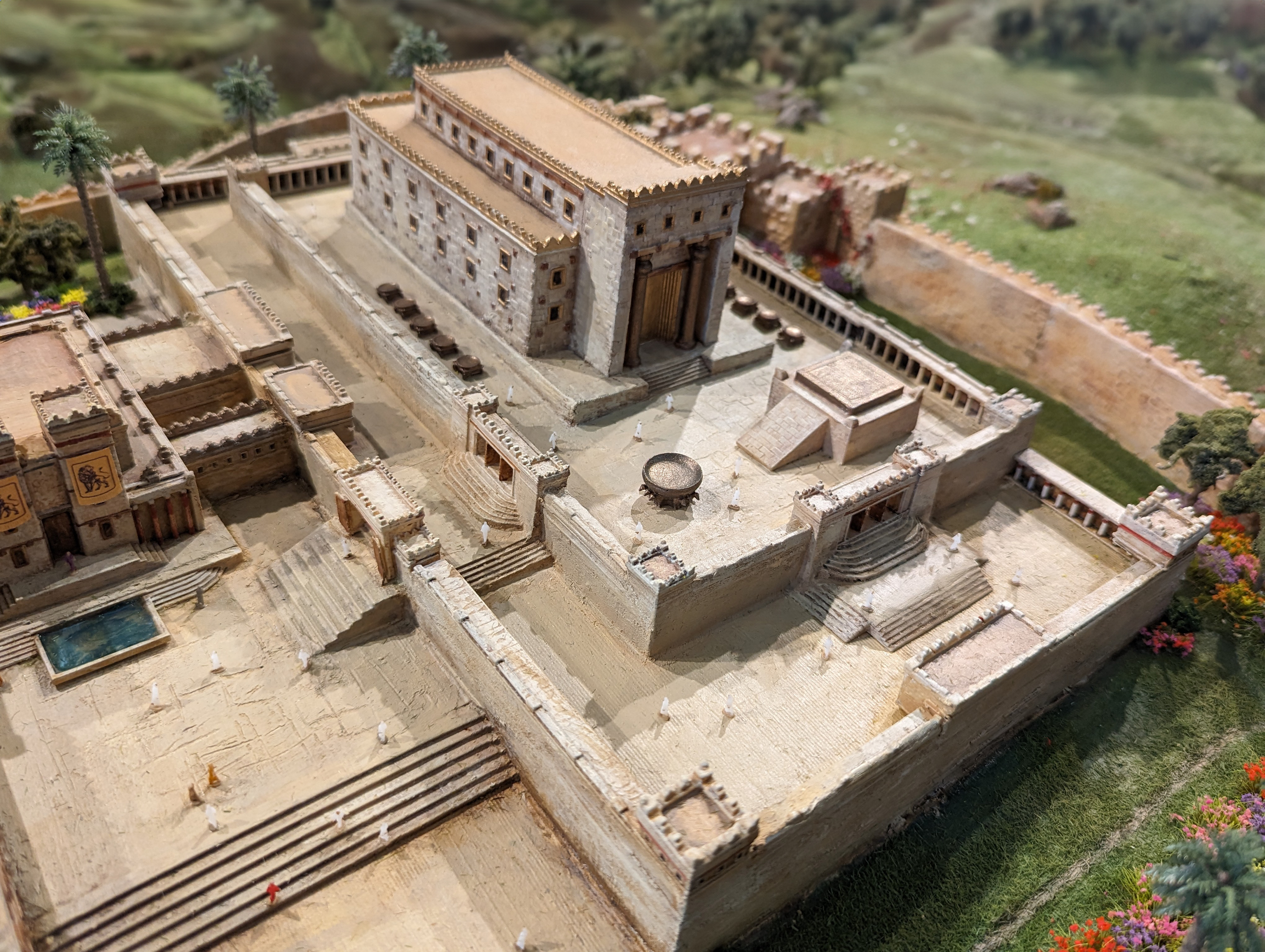
معبد سلیمان